# The Favor
Pour plus de détails, voir Fiche technique et Distribution.
The Favor, ou Les fantasmes de Kathy au Québec, est un film américain réalisé par Donald Petrie en 1990 et sorti aux États-Unis en 1994.

## Synopsis
Kathy est mariée avec Peter et semble heureuse, mais leur relation tourne à la routine. Elle se demande ce qui se serait passé si elle avait été plus loin avec Tom, son petit ami à l'université. Elle demande à son amie Emily d'entamer une relation avec Tom et de lui raconter ensuite.

## Fiche technique
- Titre : The Favor
- Titre québécois : Les Fantasmes de Kathy
- Réalisation : Donald Petrie
- Scénario : Sara Parriott et Josann McGibbon (en)
- Musique : Thomas Newman
- Photographie : Tim Suhrstedt (en)
- Montage : Harry Keramidas
- Production : Lauren Shuler Donner
- Société de production : Nelson Entertainment
- Société de distribution : Orion Pictures (États-Unis)
- Pays de production :  États-Unis
- Genre : Comédie romantique
- Durée : 97 minutes
- Date de sortie: 
  - États-Unis : 29 avril 1994

## Distribution
Légende : Version Québécoise = VQ
- Harley Jane Kozak (VQ : Claudine Chatel) : Kathy Whiting
- Elizabeth McGovern (VQ : Claudie Verdant) : Emily Embrey
- Bill Pullman (VQ : Pierre Auger) : Peter Whiting
- Brad Pitt (VF : Xavier Béja VQ : Vincent Graton) : Elliott Fowler
- Larry Miller : Joe Dubin
- Ken Wahl (VQ : Daniel Picard) : Tom Andrews
- Ginger Orsi (en) (VQ : Kim Jalabert) : Gina